# 1978-as magyar fedett pályás atlétikai bajnokság
Az 1978-as magyar fedett pályás atlétikai bajnokság az ötödik bajnokság volt, melyet február 21. és február 22. között rendeztek Budapesten, az Olimpiai Csarnokban. A női 1500 méteren meghívottként induló román Natalia Mărășescu nem hivatalos világcsúcsot (4:05,0) ért el.

## Naptár
| február 21. | február 21.      | február 22. | február 22.       |
| Idő         | Esemény          | Idő         | Esemény           |
| ----------- | ---------------- | ----------- | ----------------- |
| 15:30       | távolugrás férfi | 13:00       | rúdugrás férfi    |
| 15:35       | 1500 m férfi     | 15:15       | 3000 m férfi      |
| 15:55       | 1500 m női       | 15:30       | 60 m gát férfi    |
| 16:15       | 60 m férfi       | 15:40       | 60 m női          |
| 16:20       | 60 m gát női     | 16:00       | 800 m női         |
| 16:35       | távolugrás női   | 16:00       | hármasugrás férfi |
| 16:40       | 400 m női        | 16:15       | 800 m férfi       |
| 16:50       | 400 m férfi      | 16:15       | súlylökés női     |
| 16:50       | súlylökés férfi  | 16:45       | 200 m férfi       |
| 17:10       | magasugrás férfi | 16:45       | magasugrás női    |
| 17:30       | 4 × 180 m női    | 16:55       | 200 m női         |
|             |                  | 17:20       | 4 × 180 m férfi   |

A selejtezőket délelőtt rendezték.

## Eredmények

### Férfiak
| Versenyszám | Arany                                                                 | Arany   | Ezüst                                                             | Ezüst   | Bronz                                                          | Bronz   |
| ----------- | --------------------------------------------------------------------- | ------- | ----------------------------------------------------------------- | ------- | -------------------------------------------------------------- | ------- |
| 60 m        | Gresa Lajos Ferencvárosi TC                                           | 6,87    | Kiss Ferenc Csepel SC                                             | 7,00    | Korona László Bp. Spartacus                                    | 7,02    |
| 200 m       | Pintér József Debreceni EAC                                           | 22,1    | Hornyacsek Nándor Újpesti Dózsa                                   | 22,3    | Bagyura József Bp. Honvéd                                      | 22,6    |
| 400 m       | Hornyacsek Nándor Újpesti Dózsa                                       | 48,5    | Takács József Bp. Vasas                                           | 49,4    | Takács István Újpesti Dózsa                                    | 49,6    |
| 800 m       | Zsinka András Újpesti Dózsa                                           | 1:50,4  | Nagy Tibor Debreceni MTE                                          | 1:53,6  | Kiss János Újpesti Dózsa                                       | 1:53,6  |
| 1500 m      | Zemen János Újpesti Dózsa                                             | 3:43,1  | Zsinka András Újpesti Dózsa                                       | 3:43,8  | Szántó Tamás Debreceni MTE                                     | 3:44,0  |
| 3000 m      | Török János SZEOL AK                                                  | 8:03,3  | Mohácsi Péter MTK-VM                                              | 8:09,1  | Mester János Debreceni MTE                                     | 8:21,0  |
| 60 m gát    | Bognár László SZEOL AK                                                | 8,07    | Bartha Attila BEAC                                                | 8,23    | Szűcs András BEAC                                              | 8,34    |
| 4 × 180 m   | Hornyacsek Nándor Takács István Fehér Tamás Árva István Újpesti Dózsa | 1:20,0  | Tatár István Magyar Gyula Bagyura József Habony László Bp. Honvéd | 1:20,8  | Szedmák Attila Verb Mihály Németh Jenő Takács József Bp. Vasas | 1:21,2  |
| magasugrás  | Major István Bp. Honvéd                                               | 218 cm  | Gerstenbrein Tibor Csepel SC                                      | 214 cm  | Kelemen Endre Újpesti Dózsa                                    | 214 cm  |
| rúdugrás    | Veisz János Bp. Honvéd                                                | 480 cm  | Makó Ernő Bp. Spartacus                                           | 480 cm  | Novobáczky József TFSE                                         | 460 cm  |
| távolugrás  | Szalma László TFSE                                                    | 772 cm  | Németh Gyula Bakony Vegyész                                       | 749 cm  | Sárközi András Ferencvárosi TC                                 | 733 cm  |
| hármasugrás | Katona Gábor Bp. Honvéd                                               | 16,13 m | Cziffra Zoltán Bp. Honvéd                                         | 15,92 m | Uri József BEAC                                                |         |
| súlylökés   | Szabó László Videoton                                                 | 17,45 m | Varga Mihály TFSE                                                 | 17,36 m | Kácsor István Gödöllői EAC                                     | 17,29 m |

### Nők
| Versenyszám | Arany                                                              | Arany   | Ezüst                                                  | Ezüst   | Bronz                                                          | Bronz   |
| ----------- | ------------------------------------------------------------------ | ------- | ------------------------------------------------------ | ------- | -------------------------------------------------------------- | ------- |
| 60 m        | Könye Irma Bp. Honvéd                                              | 7,70    | Szabó Ildikó Nyíregyházi VSSC                          | 7,73    | Balatoni Anna BEAC                                             | 7,84    |
| 200 m       | Könye Irma Bp. Honvéd                                              | 24,3    | Pál Ilona Hatvani Kinizsi                              | 24,5    | Séfer Rozália Szombathelyi Haladás                             | 25,2    |
| 400 m       | Pál Ilona Hatvani Kinizsi                                          | 55,4    | Séfer Rozália Szombathelyi Haladás                     | 55,5    | Petrika Ibolya Nyíregyházi VSSC                                | 56,1    |
| 800 m       | Lázár Magdolna Debreceni MTE                                       | 2:11,1  | Schaffner Antónia Soroksári VOSE                       | 2:13,0  | Újhelyi Mária Debreceni ASE                                    | 2:13,7  |
| 1500 m      | Lipcsei Irén Debreceni MTE                                         | 4:16,7  | Lázár Magdolna Debreceni MTE                           | 4:21,2  | Babinyecz Józsefné Csepel SC                                   | 4:26,7  |
| 60 m gát    | Siska Xénia Bp. Vasas                                              | 8,52    | Balogh Katalin Zalaegerszegi TE                        | 8,73    | Bartha Angéla MTK-VM                                           | 8,84    |
| 4 × 180 m   | Orosz Irén Kósa Erika Gyovai Gertrúd Baumann Gizella Újpesti Dózsa | 1:31,8  | Szabó Mária Pollák Éva Baranyai Ildikó Boda Teréz BEAC | 1:32,7  | Lukics Ildikó Faragó Emese Könye Irma Forgács Judit Bp. Honvéd | 1:33,3  |
| magasugrás  | Mátay Andrea MAFC                                                  | 188 cm  | Sámuel Edit Bp. Spartacus                              | 186 cm  | Rudolf Erika Bp. Spartacus                                     | 180 cm  |
| távolugrás  | Szabó Ildikó Nyíregyházi VSSC                                      | 658 cm  | Kósa Erika Újpesti Dózsa                               | 632 cm  | Zarnóczay Klára Nyíregyházi VSSC                               | 599 cm  |
| súlylökés   | Armuth Edit Ferencvárosi TC                                        | 15,89 m | Horváth Viktória Szombathelyi Haladás                  | 15,64 m | Papp Margit Csepel SC                                          | 15,46 m |

## Új országos rekordok
- férfi 400 m: Takács István (49,6) ifjúsági országos csúcs
- férfi 4 × 180 m: Újpesti Dózsa; Hornyacsek, Takács I., Fehér, Árva (1:20,0)
- női 200 m: Könye Irma (24,3)
- női 1500 m: Schuszter Mária (4:32,0) ifjúsági országos csúcs